# Xartikei
Xartikei (en rus: Шартыкей) és un poble de la República de Buriàtia, a Rússia, segons el cens del 2010 tenia 234 habitants.